# نصرالله‌آباد (رشت)
نصرالله‌آباد ، روستایی از توابع بخش سنگر شهرستان رشت در استان گیلان ایران است.

## جمعیت
این روستا در دهستان اسلام‌آباد قرار دارد و براساس سرشماری مرکز آمار ایران در سال ۱۳۸۵، جمعیت آن ۳۵۳ نفر (۱۱۳خانوار) بوده‌است.